# 日本童画家協会
日本童画家協会（にほんどうがかきょうかい）は、子ども向けの絵本などのため童画を描く画家、美術家の団体。

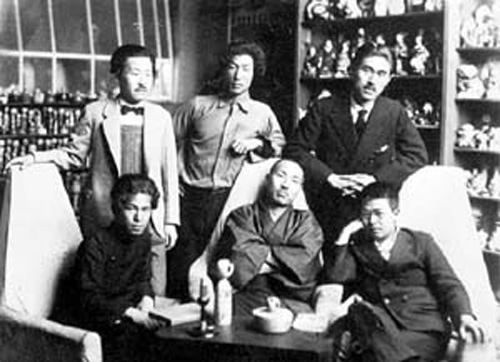
日本童画家協会の創設メンバー

## 概要
1927年から1943年ごろまで活動した第1次「日本童画家協会」と1961年から1983年まで活動した第2次「日本童画家協会」がある。第1次と第2次の間に「日本童画会」（1946年から1961年）が活動した。
第1次「日本童画家協会」は、初山滋、武井武雄、川上四郎、岡本帰一、深沢省三、村山知義、清水良雄が1927年に結成。「新ニッポン童画会」「童心美術協会」などとともに、日本少国民文化協会に併合されるまで存在した。
第2次「日本童画家協会」は、「日本童画会」が解散した翌年の1962年、武井武雄、黒崎義介、林義雄らが結成。1983年2月7日、心筋梗塞のため武井武雄が逝去した後、解散。
1965年、日本美術家連盟、日本漫画家協会、日本理科美術協会、児童出版美術家連盟、出版美術家連盟とともに、日本美術著作権連合を設立。林義雄が日本美術著作権連合の理事を務めた。